# José María Cabo Puig
José María Cabo Puig   (Alfara del Patriarca, 17 de juliol de 1907 - Mendoza, 10 de desembre de 1991) fou un futbolista valencià dels anys 1920 i 1930 i posteriorment entrenador.

## Trajectòria
D'origen valencià va viure gran part de la seva vida a Barcelona. Jugà a la posició de porter, defensant els colors del, FC Badalona i Llevant FC, on fou campió regional, abans de fitxar pel Reial Madrid la temporada 1928-29. La següent temporada jugà a l'Atlètic de Madrid i la temporada 1930-31 defensà els colors del RCD Espanyol. A continuació jugà amb el Catalunya FC i l'FC Martinenc. El seu darrer club fou el Reial Múrcia CF retirant-se el 1940. Va ser internacional amb la selecció catalana de futbol l'any 1931, mai va jugar amb la selecció espanyola.
Un cop retirat fou entrenador, dirigint, entre d'altres, el Lleida, el Terrassa FC, el San Fernando i la Balompédica Linense.

## Palmarès
Llevant
- Campionat de València: 1927-28